# 尹暎善
尹 暎善（ユン・ヨンソン、朝: 윤영선、1977年11月22日 - ）は、韓国の囲碁棋士。ソウル市出身、韓国棋院所属、八段。豪爵杯世界女子プロ囲碁選手権戦優勝、プロ女流国手戦3連覇4期など。

## 経歴
1992年相鉄杯世界女流アマチュア囲碁選手権戦2位、同年入段。1993年翠宝杯世界女流囲碁選手権戦出場。1994年第1期女流国手戦決勝で金敏熙を2-1で破って優勝、EBS杯プロ女流棋戦決勝で李知炫を2-0で破って優勝、第1回宝海杯世界女子選手権戦に出場し二回戦進出。女流国手戦は以後3連覇。1997年二段。1998年SKガス杯新鋭プロ十傑戦本戦出場。2001年興倉杯世界女流囲碁選手権戦ベスト4進出。2002年豪爵杯世界女流囲碁選手権戦で、決勝で朴鋕恩を2-0で破って世界戦初優勝、三段。2005年四段、正官庄杯に韓国代表として出場し2人抜き。2006年、海外普及の功績により五段昇段。
2007年に赴任先のドイツで知り合ったドイツ人と結婚。2010年、韓国囲碁世界化事業によるドイツ（ハンブルク）派遣となり、八段。

### タイトル歴
- 豪爵杯世界女子プロ囲碁選手権戦 2002年（○スベトラーナ・シックシナ、○華学明、○張正平、2-0 朴鋕恩）
- プロ女流国手戦 1994-96、98年
- EBS杯プロ女流棋戦 1994年

### その他の棋歴
国際棋戦
- 興倉杯世界女流囲碁選手権戦 ベスト4 2001年（○大沢奈留美、○岡田結美子、○黎春華、×朴鋕恩）
- 正官庄杯世界女子囲碁最強戦
  - 2003年 準優勝
  - 2005年（団体戦） 2-1（○葉桂、○万波佳奈、×徐瑩）

国内棋戦
- プロ女流国手戦 準優勝 2005年